# 가말 무바라크

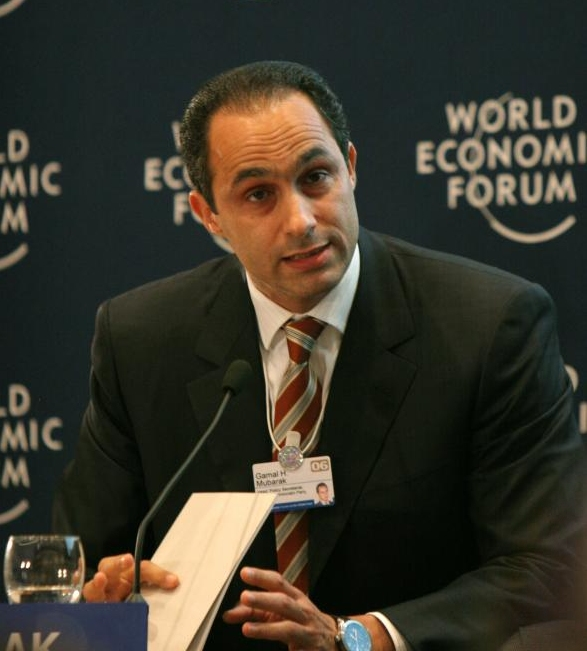

가말 딘 무하메드 호스니 무바라크(Gamal Al Din Mohammed Hosni Sayed Mubarak, 아랍어: جمال الدين محمد حسنى سيد مبارك, IPA: [ɡæˈmæːl edˈdiːn muˈħæmed ˈħosni muˈbɑːɾɑk], 1963년 12월 27일 ~)는 2011년 이집트 혁명으로 축출된 이집트의 전 대통령 호스니 무바라크와 부인 수잔 무바라크의 둘째 아들이다.
시민 혁명으로 무바라크 정권이 붕괴되기 이전, 무바라크가 이끄는 국민민주당의 고위직을 맡아 무바라크의 후계자로 인식되었으며, 정권이 붕괴된 이후 형 알라와 함께 반정부 시위대에 대한 폭력 진압 및 공공자금 횡령 및 권한 남용 혐의로 이집트 검찰에 구속되었다.
2011년 4월 16일, 뉴욕타임스 인터넷판은 무바라크의 두 아들 가말과 알라가 현재 카이로의 정치범 수용소인 토라 팜 교도소에 수감되어 있다고 보도하였다.